# Oberagsdorf
Oberagsdorf je naselje v Občini Šentandraž v Labotski dolini v Okraju Volšperk na Koroškem v Avstriji.